# Raczo Petrow
Raczo Petrow Stojanow (bułg. Рачо Петров Стоянов, ur. 19 lutego 1861 w Szumenie, zm. 22 stycznia 1942 w Bełowie) – bułgarski wojskowy i polityk, generał piechoty, dwukrotny premier Bułgarii (1901, 1903–1906), minister wojny (1887, 1894–1896), minister spraw zagranicznych (1903-1906), deputowany do Zgromadzenia Narodowego 11. i 13. kadencji.

## Wczesne lata życia
Syn zamożnego kupca Petyra Stojanowa i Jurgicy z d. Szałwadżiewej. W 1875 ukończył szkołę średnią i podjął pracę urzędnika. Po ukończeniu kursu pedagogicznego od jesieni 1876 pracował jako nauczyciel. W początkach 1878, po śmierci ojca wyjechał do Razgradu, gdzie pracował w przedsiębiorstwie Dimko Aczkowa. W tym samym roku wyjechał do Płowdiwu, gdzie uczył się rosyjskiego i rozpoczął szkolenie wojskowe.

## Kariera wojskowa
W latach 1878-1879 uczył się w szkole wojskowej w Sofii. Ukończył szkołę 10 maja 1879 w stopniu podporucznika i rozpoczął służbę w Szumenie. Wkrótce potem oddelegowany do Sofii pracował jako instruktor. W październiku 1880 rozpoczął naukę w Nikołajewskiej Akademii Sztabu Generalnego w Petersburgu. W kwietniu 1883 ukończył naukę w szkole w stopniu porucznika i rozpoczął służbę w Odessie. We wrześniu 1883 powrócił do Bułgarii, gdzie służył w Sofii, a od 1884 w Szumenie. Awansowany na kapitana w 1885 rozpoczął służbę adiutanta w sztabie 1 Brygady Piechoty w Sofii. Po wybuchu wojny serbsko-bułgarskiej w 1885 uczestniczył w opracowaniu planów strategicznych, był zwolennikiem zatrzymania pochodu wojsk serbskich w rejonie Slivnicy. Za zasługi wojenne awansował na majora i został uhonorowany Orderem Waleczności II klasy. W 1887 objął stanowisko komendanta szkoły wojskowej w Sofii. W lutym 1887 tłumił zamieszki antyrządowe w Silistrze i w Ruse. Utworzony przez Petrowa sąd wojskowy skazał na karę śmierci przywódców buntu. W tym samym roku Petrow kierował przez dwa miesiące ministerstwem wojny, a od 1888 kierował sztabem generalnym armii bułgarskiej. W latach 1894–1896 ponownie kierował ministerstwem wojny. W listopadzie 1896 wycofał się z działalności politycznej.

## Kariera polityczna
Od 1896 pracował w spółkach, zajmujących się budową linii kolejowych. W 1898 powołany na pełnomocnika i akcjonariusza spółki zajmującej się budową linii z Radomira do Giueszewa. Linia miała w przyszłości połączyć Sofię ze Skopjem, ale nie została ukończona z powodu braku funduszy. Powrócił do działalności politycznej w 1900, obejmując stanowisko ministra spraw wewnętrznych. Wkrótce popada w konflikt z premierem Todorem Iwanczowem i odchodzi z rządu. Ciesząc się zaufaniem księcia Ferdynanda, w 1901 Petrow staje na czele rządu przejściowego, którym kierował przez miesiąc. W 1901 został po raz pierwszy wybrany deputowanym do Zgromadzenia Narodowego. Ponownie stanął na czele rządu w maju 1903. Podał się do dymisji po wybuchu afery Charles-Jean, związanej z nadużyciami przy zakupie amunicji z Austro-Węgier. Po zaprzestaniu działalności politycznej Petrow kierował Związkiem Oficerów Rezerwy.

## Ostatnie lata życia
W czasie I wojny bałkańskiej pełnił funkcję doradcy księcia Borysa. W październiku 1912 brał udział w negocjacjach z Grekami kwestii wkroczenia wojsk bułgarskich do Salonik. W czasie II wojny bałkańskiej skierowany do sztabu 3 armii, gdzie próbował bez sukcesów podjąć działania ofensywne przeciwko armii serbskiej. W czasie I wojny światowej pełnił funkcję gubernatora Macedonii, ale od 1917 przeszedł w stan spoczynku. W roku 1920, w czasie rządów Aleksandra Stambolijskiego stanął przed sądem i został skazany na 75 lat więzienia. W 1924 skorzystał z dobrodziejstwa amnestii. W 1936 uzyskał awans na generała piechoty. Zmarł 22 stycznia 1942 na stacji kolejowej Bełowo.

## Życie prywatne
Był żonaty (żona Sułtana Pantaleewa (1869–1946)). Z żoną rozwiódł się w 1919. Miał trójkę dzieci (dwóch synów i córkę).

## Odznaczenia
- Order Waleczności II klasy
- Order Świętego Aleksandra I, II i III stopnia
- Order Medżydów I stopnia
- Order Świętej Anny I stopnia
- Order Krzyża Takowy I stopnia
- Order Korony I stopnia
- Order Osmana